# 노르딕 모델
노르딕 모델(Nordic model)은 북유럽 국가들의 경제적, 사회적 모델을 의미한다.
복지 국가와 시장 경제에서 국가의 개입, 즉 더욱 더 큰 정부를 추구하는 조합을 추구하며, 기본적으로는 자유주의보단 사회주의에 속해있다. 사회민주주의의 대표적인 모델이기도 하다. 

## 같이 보기
- 지도주의
- 자유사회주의
- 시장사회주의
- 폴더모형
- 사회민주주의
- 사회적 시장경제
- 인간 개발 지수
- 소득 불평등에 따른 나라 목록
- 기대수명순 나라 목록
- 사회발전지수
- Where-to-be-born 인덱스